# یونایتد پلنکتون پیکچرز
 یونایتد پلنکتون پیکچرز  شرکت تهیه‌کننده فیلم و برنامه‌های تلویزیونی در آمریکاست که توسط استیون هیلنبرگ در سال ۱۹۹۹ تأسیس شده‌است. مرکز اصلی شرکت در لس‌آنجلس، کالیفرنیا قرار دارد و مشهورترین فیلم این شرکت، انیمیشن باب‌اسفنجی شلوارمکعبی است که با همکاری نیکلودئون ساخته است.

## فیلم‌شناسی
تلویزیون
باب‌اسفنجی شلوارمکعبی (۲۰۰۴ - ۱۹۹۹ و ۲۰۰۵ - حال)
فیلم
| نام فیلم                          | تاریخ انتشار   | کارگردان(ها)  | تهیه‌کننده(ها)              |
| --------------------------------- | -------------- | ------------- | -------------------------- |
| فیلم باب‌اسفنجی شلوارمکعبی         | ۱۹ نوامبر ۲۰۰۴ | استفن هیلنبرگ | استفن هیلنبرگ جولیا پیستور |
| فیلم باب‌اسفنجی: اسفنج بیرون از آب | ۱۳ فوریه ۲۰۱۵  | پل تیبیت      | مری پرنت                   |

## پیوند
یونایتد پلنکتون پیکچرز در بانک اطلاعات اینترنتی فیلم‌ها